# Janko Ferk
Janko Ferk (Sankt Kanzian am Klopeiner See (Sloveens: Škocijan v Podjuni), 11 december 1958) is een Oostenrijks-Sloveense rechter en schrijver. 

## Loopbaan
Ferk studeerde rechten aan de universiteit van Wenen. Hij behaalde er aansluitend zijn doctortitel in de rechten. Hij is werkzaam als rechter aan de rechtbank in Klagenfurt en "Honorarprofessor" aan de universiteit van Klagenfurt. Daarnaast heeft Ferk zitting in de adviesraad voor literair vertalers en in de toezichtcommissie van de publieke omroep bij het kabinet van de Oostenrijkse kanselier. In zijn vrije tijd schrijft Ferk boeken.

## Werk
Janko Ferk heeft meer dan vijftien boeken gepubliceerd in het Duits en Sloveens. Vertalingen zijn beschikbaar in onder meer het Italiaans, Engels en Frans. 
- Der verurteilte Kläger. roman, Wien-Hamburg 1981
- Smrt. Črni cikel. gedichten, Celovec 1982
- Napisi na zid zemlje. gedichten 1975-1984, Maribor-Celovec 1986
- Zadnja možnost spoznati Avstrijo. Celovec 1987
- Am Rand der Stille. gedichten, Wien 1991
- Sedim ob robu deževne kaplje. gedichten 1985-1990, Ljubljana 1991
- Die Geographie des Menschen. gesprekken, Wien 1993
- Mittelbare Botschaften. opstellen, Klagenfurt-Ljubljana-Wien 1995
- Landnahme und Fluchtnahme. proza, Wien 1997.
- Recht ist ein 'Prozeß'. Über Kafkas Rechtsphilosophie. monografie, Wien 1999 en 2006. ISBN 3-214-06528-9
- Pravo je Proces. Pravna filozofija Franza Kafke. monografie, Manz, Dunaj 1999
- Psalmen und Zyklen. gedichten, Wien 2001
- Psalmi in cikli. gedichten, Atelier, Dunaj 2001
- Gutgeheißenes und Quergeschriebenes. essays, Klagenfurt-Wien 2003
- Kafka und andere verdammt gute Schriftsteller. essays, Klagenfurt-Wien 2005
- Brief an den Staatsanwalt. Eine forensische Novelle. proza, Wien 2008
- Wie wird man Franz Kafka? essays, Wien-Berlin 2008
- 10 x 7. gedichten, Zagreb 2008
- Eine forensische Trilogie. proza, Wien 2010
- Grundzüge des Unternehmens- und Vertragsrechts Österreich/Slowenien. monografie, Hermagoras, Klagenfurt-Wenen-Ljubljana, 2011
- Ulrich Habsburg-Lothringen. Aristokrat Demokrat Grüner. monografie, Styria, Wenen-Graz-Klagenfurt, 2011
- Pasadena. gedichten, Zagreb 2012
- Die Parenzana. Monografie, Styria, Wenen-Graz, 2013
- Luft aus der Handtasche. Rezensionen zur deutschsprachigen Literatur 2005 - 2012 von A bis Zeh. essays. Wenen-Berlin 2013
- Der Schneckenesser von Paris. Essays und Geschichten. proza, Wels 2013
- Der Kaiser schickt Soldaten aus. roman. Wenen-Graz 2014
- Brot und Liebe. Gesammelte Gedichte. gedichten, Wenen-Graz 2014
- Bauer Bernhard, Beamter Kafka. essays, Wenen-Graz 2015
- Parenzana. Monografie, Sidarta, Ljubljana, 2017
- Zwischenergebnis. Gesammelte Prosa. proza, Graz 2018
- Die Kunst des Urteils. Rezensionen zur deutschsprachigen Literatur 2013-2018. Von A-mann bis Z-mann. essays. Wenen-Berlin 2019
- Kafka, neu ausgelegt. Originale und Interpretationen.essays. Graz 2019
- Mit dem Bleistift in der Hand. Rezensionen zur deutschsprachigen Literatur 2018–2021 von Bernhard über Handke bis Kafka. essays. Wenen-Münster 2021
- Der Rilke-Weg. Ein Wanderführer von Grado über Görz und Triest bis Muggia und Udine. monografie. Graz 2021
- Kafkas „Strafen“, neu ausgelegt. Originale und Interpretationen. Wissenschaftliche Essays. essays. Graz-Wenen 2022
- Mein Leben. Meine Bücher. Erzählung. proza. Innsbruck 2022
- Die Slowenische Riviera. Eine Reisemonografie von Ankaran über Koper und Izola bis Piran und Portorož sowie über die Städte Opatija und Rijeka in Kroatien. monografie. Graz 2022
- Milka Hartman: Gedichte aus Kärnten. Lyrik. Klagenfurt - Wien 1987
- Letzte Möglichkeit Österreich kennenzulernen. Anthologie van Oostenrijkse literatuur. Klagenfurt - Wien 1987
- Der Flügelschlag meiner Gedanken. Literatuur van de Karinthische Slovenen. Klagenfurt - Wien 1992
- Nirgendwo eingewebte Spur. Anthologie van Sloveense lyriek. Wien 1995
- Anleitungen zum Schreien. Anthologie van Sloveens proza. Wien 1996

## Prijzen
Janko Ferk kreeg voor zijn wetenschappelijke en literaire werk verschillende prijzen:
- Grote Oostenrijkse Jeugdprijs voor Literatuur ("Großer österreichischer Jugendpreis für Literatur") (1978);
- Boekenprijs van het Oostenrijkse Bondsministerie voor Onderwijs en Kunst (1981 en 1989);
- Aanmoedigingsprijs van het land Karinthië voor Literatuur (1986);
- Vertaalprijs van het Oostenrijkse Bondsministerie voor Onderwijs en Kunst (1987 en 1989);
- Aanmoedigingsprijs voor Literatuur van de Theodor Körner-Stichting ("Theodor-Körner-Prijs") (1988);
- Aanmoedigingsprijs voor Wetenschap van de Theodor Körner-Stichting (1993);
- Vertaalprijs van het Oostenrijkse Bondskanselarij (1997, 2005, 2006);
- Literatuurprijs van de Liechtensteinse PEN (2002);
- Preis van het land Karinthië (2018);
- Orde van het land Karinthië (2020)

- Bibsys: 12059030
- Bibliothèque nationale de France: cb12333362p (data)
- Gemeinsame Normdatei: 121417344
- International Standard Name Identifier: 0000 0001 0891 4374
- Library of Congress Control Number: n88271269
- Nationale Bibliotheek van Tsjechië: jn20000703069
- Nationale Bibliotheek van Israël: 987007261015105171
- Nationale en Universitaire bibliotheek Zagreb: 000031911
- Nederlandse Thesaurus van Auteursnamen: 181124769
- Réseau des bibliothèques de Suisse occidentale: 02-A017342885
- Système universitaire de documentation: 136686591
- Virtual International Authority File: 41911777
- WorldCat: E39PBJppCDGfRPGDvJFxD8VQv3